# Diversidad sexual en Argentina
La diversidad sexual en Argentina refiere en particular a la situación de los colectivos LGBT+ (lesbianas, gais, bisexuales, personas trans y demás orientaciones sexuales e identidades de género alternativas a la sexualidad heteronormativa tradicional) en este país. En 2019, la Comisión Organizadora de la XXVIII Marcha del Orgullo de Buenos Aires decidió no utilizar la sigla LGBTI ni ninguna otra con mayor cantidad de letras, "porque dejaron de ser representativas, ya que cada día empiezan a visibilizarse nuevas identidades que rompen con las normas sobre la sexualidad”.
En 1946, el gobernador de la provincia de Buenos Aires, Domingo Mercante, firmó un decreto que no permitía votar a las personas homosexuales; ese decreto fue derogado recién en la década de 1980, aunque estrictamente su cumplimiento nunca fue aplicado.En 1951, una enmienda al Código Bustillo de Justicia Militar prohíbió especialmente a los homosexuales ingresar al Ejército. Tras la recuperación de la democracia en 1983, las leyes del país y la opinión pública tuvieron una evolución notable, progresiva y a favor de una mayor aceptación de la diversidad sexual y la inclusión de las comunidades y personas con preferencias no heterosexuales. En 2012 se derogaron las últimas normas que criminalizaban las sexualidades LGBTI.
En 2003 la Ciudad Autónoma de Buenos Aires y la provincia de Río Negro establecieron la institución de la unión civil de dos personas, con independencia de su sexo, reconociendo aquellas que hayan convivido en una relación de afectividad estable y pública durante un tiempo determinado.
En julio de 2010 se sancionó la Ley n.º 26.618 de Matrimonio Igualitario, que anuló toda distinción entre géneros y orientaciones sexuales en el derecho de familia, ampliando a las personas homosexuales los mismos derechos conyugales que ya tenían las heterosexuales, incluido el derecho a la adopción y el reconocimiento sin distinción de la familia homoparental. En 2015, tras la entrada en vigencia del nuevo Código Civil y Comercial, las parejas sean del mismo o de diferente sexo pueden acceder a la figura legal llamada unión convivencial, con la cual se ejerce el derecho a vivir en familia, obteniendo ciertos efectos jurídicos aun cuando no se contraiga matrimonio.
En 2012, se aprobó la Ley n.º 26.743 de Identidad de Género, permitiendo a las personas Trans que en sus documentos personales se registren con el nombre y el sexo con el que se identifican. En el ámbito laboral desde 2006 se prohíbe la discriminación por motivos de orientación sexual (Decreto 214) y desde 2020 por identidad de género y su expresión (Decreto 721).

## Historia
Luego de milenios de culturas originarias, en varias de las cuales había respeto por la variedad de géneros y deseos sexuales, la Conquista Española impuso tres siglos de represión sexual, como consecuencia de un orden heteronormativo y patriarcal, impulsado por la Iglesia católica, que se mantuvo en las costumbres luego de la Independencia (1810-1816), aunque atenuada por la eliminación del delito de sodomía al abolirse la Inquisición.
Durante los siglos XIX y XX, como en el resto de Occidente, la represión se consolidó con el discurso médico que sostenía que las personas con deseos sexuales y géneros en conflicto con una sexualidad reproductiva y heterosexual, estaban enfermas. La policía detenía sistemáticamente a hombres homosexuales y vestidos con ropas femeninas, desde la década de 1930 utilizó los llamados edictos policiales (2F y 2H) para perseguir a las disidencias sexuales.
A mediados del siglo XX, se consolidó la identidad homosexual masculina, surgió una protoidentidad gay/travesti autodenominada como «maricas», «mariconas» o «locas», y se mantuvo invisibilizada una comunidad de mujeres que amaban mujeres, autodenominadas «betters». A partir de la segunda mitad de la década de 1960 aparecieron las primeras organizaciones de lesbianas y hombres homosexuales, pero las dictaduras militares frenaron su desarrollo. Simultáneamente los avances en biotecnología permitieron transformar las características sexuales de los cuerpos, impulsando la aparición de personas travestis, transexuales y transgénero, pero impulsando también la emergencia masiva de la prostitución de mujeres trans.
Con la recuperación de la democracia en 1983, los movimientos de diversidad sexual se reorganizaron y comenzaron progresivamente a obtener avances, a partir de la despatologización y visibilización de las disidencias sexuales. En las dos primeras décadas del siglo XXI se eliminaron todas las normas represivas locales y policiales y se sancionaron leyes como la del matrimonio igualitario (2010) e identidad de género (2012), que a su vez abrió camino en 2021 al reconocimiento oficial de la existencia de múltiples identidades de género.
Con la asunción de Javier Milei en diciembre de 2023 se inició desde el Estado una campaña desde el sector "libertario", para suprimir derechos y libertades, entre ellas aquellas vinculadas a la diversidad sexual y de género. El 1 de febrero de 2025 se realizó la Marcha Federal del Orgullo Antifascista y Antirracista, en repudio al "discurso de odio" y amenazas de Milei contra la "ideología de género" y el colectivo LGBT, y los derechos feministas y LGBT, en el Foro de Davos. La marcha tuvo una adhesión multitudinaria y fue realizada en las principales ciudades argentinas, de Europa, América Latina y Estados Unidos. En la ciudad de Buenos Aires la marcha ocupó las 17 cuadras de la Avenida de Mayo y cubrió la Plaza de Mayo, siendo calculada por los organizadores en un millón de personas.

## Legislación y derechos de la diversidad sexual y de género

### Reconocimiento de uniones del mismo sexo

#### Uniones civiles
El día 28 de agosto de 2001, el proyecto fue presentado en la Comisión de Derechos Humanos de la legislatura porteña, la cual decidió pedir informes sobre la constitucionalidad del mismo y sobre la importancia y valor. Es por ello que se pidieron informes al Tribunal Superior de Justicia, al Colegio Público de Abogados, a la Universidad de Palermo y a la Universidad de Buenos Aires.
La Universidad Católica Argentina organizó una "Jornada sobre la Unión Civil", en donde abogados, sociólogos y psicólogos repudiaron el proyecto de la ONG Comunidad Homosexual Argentina. La CHA, por su parte, organizó una conferencia con académicos de la Facultad de Derecho de la UBA, de la Universidad de Palermo y del Colegio Público de Abogados de la ciudad de Buenos Aires.
Luego de un año y medio, en el cual el proyecto pasó por cuatro comisiones, el 12 de diciembre de 2002, la Legislatura porteña decidió debatir el tema. Los pasillos del recinto se llenaron de agrupaciones LGBTI, medios de prensa nacionales e internacionales. A las 11 de la noche, la diputada María Lucila Colombo (presidente del bloque del Partido Justicialista) anticipaba que su bloque no daría cuórum y se retirarían. Los diputados comenzaban a retirarse del recinto y los militantes del movimiento LGBTI veían truncadas las esperanzas de que el Estado reconozca este tipo de uniones.
Entonces, unos veinte alumnos de la Universidad Católica Argentina entraron gritando al recinto, sentándose detrás del diputado Jorge Enríquez, generando descontrol en el lugar. La jueza Graciela Medina, una de las autoras de la ley, fue empujada e increpada por estos alumnos en el momento que se dirigía al baño. Luego de eso, se produjo una amenaza de bomba, por lo que varios policías de civil debieron revisar por completo la Legislatura. La bomba apareció, era de estruendo y estaba en manos del grupo de jóvenes católicos. Desde ese momento, ningún legislador más abandonó el recinto.
A las 5:25 de la mañana la Legislatura de Buenos Aires sancionó la Ley de Unión Civil. El 17 de enero de 2003, el Jefe de Gobierno de la Ciudad de Buenos Aires, Aníbal Ibarra, promulgó la ley mediante el decreto n.º 63.
El 18 de julio de 2003, Marcelo Suntheim y César Cigliutti (CHA) se convirtieron en la primera pareja de hombres latinoamericanos en unirse. La ceremonia fue transmitida por diversos canales de televisión y tuvo repercusión en los medios gráficos de Argentina y el mundo. Una multitud se congregó en la calle Uruguay, frente al Registro Civil. El 21 de agosto de 2003, le llegó el turno a María Rachid y Claudia Castro, históricas dirigentes de la Federación Argentina de Lesbianas, Gays, Bisexuales y Trans (FALGBT).
El 11 de abril de 2003, la Legislatura de la provincia de Río Negro también aprobó una ley de unión civil para parejas del mismo sexo. El 7 de mayo de 2009 el Concejo Deliberante de Río Cuarto (Córdoba) aprobó una ordenanza municipal que permite la unión civil sin distinción de sexo.

#### Matrimonio

##### Amparos judiciales
Desde 2007 fueron presentadas acciones de amparo en la Justicia, reclamando se declare la inconstitucionalidad de los artículos del Código Civil que impedían el ejercicio del derecho al matrimonio a las parejas formadas por personas del mismo sexo.
El primer amparo fue presentado por María Rachid (presidenta de la FALGBT), junto con su pareja Claudia Castro. El amparo fue elevado a la Corte Suprema de Justicia, quien se pronunciaría a favor del mismo,
Siguiendo la misma estrategia, el 22 de abril de 2009, Alex Freyre y José María Di Bello se presentaron en el Registro Civil de la calle Uriburu 1022 (Ciudad de Buenos Aires) para pedir fecha de casamiento, pero al ser ambos hombres la solicitud les fue denegada. Es por ello, que la pareja presentó en mayo una acción de amparo contra la ciudad de Buenos Aires. Con ese, se elevaba a cuatro el número de amparos presentados dentro de una campaña nacional de la FALGBT por el derecho al matrimonio entre personas del mismo sexo.
El 10 de noviembre de 2009, la jueza Gabriela Seijas, titular del Juzgado 15 del fuero Contencioso Administrativo y Tributario de la Ciudad de Buenos Aires, declaró la inconstitucionalidad de los artículos 172 y 188 del Código Civil y ordenó al Registro Civil que celebre el matrimonio de Alex Freyre y José María Di Bello.
Después del inédito fallo de Seijas, la ciudad tenía tres días hábiles para acatar o apelar el fallo. El jefe de gobierno de Buenos Aires, Mauricio Macri, decidió no apelar el fallo, por lo que el registro civil quedó habilitado para celebrar el matrimonio.
El 17 de noviembre, Di Bello y Freyre se presentaron en el Registro Civil de Beruti 3325 del barrio de Palermo para solicitar un turno para casarse, y eligieron el 1 de diciembre para hacerlo, fecha donde además se conmemora el Día Mundial de la Lucha contra el Sida, ya que ambos novios son portadores del VIH y activistas.
El 30 de noviembre, horas antes de celebrarse el matrimonio, la magistrada Martha Gómez Alsina, del Juzgado Nacional en lo Civil 85, suspendió -a través de una medida cautelar- el casamiento programado en función de lo resuelto por el fallo que estaba firme de su colega Seijas. Esto, al aceptar una petición de nulidad presentada por el abogado Francisco Roggero. Más tarde, un fallo de la Sala E de la Cámara Civil revocaba una medida de primera instancia -que había rechazado el pedido de cautelar porque con eso se quería intervenir en la ejecución de una sentencia firme- y ordenaba la suspensión de la boda. Existían entonces tres fallos, uno firme de la Ciudad que autorizaba la boda y otros dos -cautelares- que la impedían. Es por eso que el gobierno de la Ciudad, por medio de la Procuraduría General, decidió pedir a la Corte Suprema de Justicia que resuelva el conflicto de competencias judiciales que se había generado.
El 1 de diciembre, Alex Freyre y José María Di Bello se presentaron en el Registro Civil con la intención de casarse. Acompañaron a la pareja la titular del INADI, María José Lubertino, junto a Taty Almeida y Nora Cortiñas, miembros de Madres de Plaza de Mayo Línea Fundadora.
En el lugar también estuvieron presentes los diputados nacionales Roy Cortina y Ricardo Cuccovillo (Partido Socialista), Cecilia Merchán y Victoria Donda (Libres del Sur), Vilma Ibarra (Nuevo Encuentro), Juliana Di Tullio y Remo Carlotto (Frente para la Victoria), Fernanda Gil Lozano (Coalición Cívica), Vilma Ripoll (MST), Francisco Nenna (Encuentro Popular para la Victoria), Nélida Bisutti (Solidaridad e Igualdad), Leonardo Gorbacz (Proyecto Progresista de Tierra del Fuego) y Claudio Morgado (Concertación Forja). También estaban los legisladores porteños Liliana Parada, Gabriela Alegre, Verónica Gómez y Aníbal Ibarra y la Defensora Adjunta del Pueblo Graciela Muñiz.
Una nueva resolución de la jueza Gabriela Seijas ordenaba a la Procuración General y al Registro del Estado Civil y Capacacidad de las Personas de la Ciudad de Buenos Aires a celebrar el matrimonio entre los actores. La juez sostuvo que su sentencia estaba firme y apuntó que su incumplimiento dejaría al registro civil en una situación pasible de reproche. Mauricio Macri decidió entonces, que el casamiento no debía celebrarse y recurrió, por medio del procurador de la ciudad Pablo Tonelli, a la Corte Suprema de Justicia de la Nación para que sea esta la que decida sobre la competencia de la Justicia.

##### Ley de matrimonio igualitario

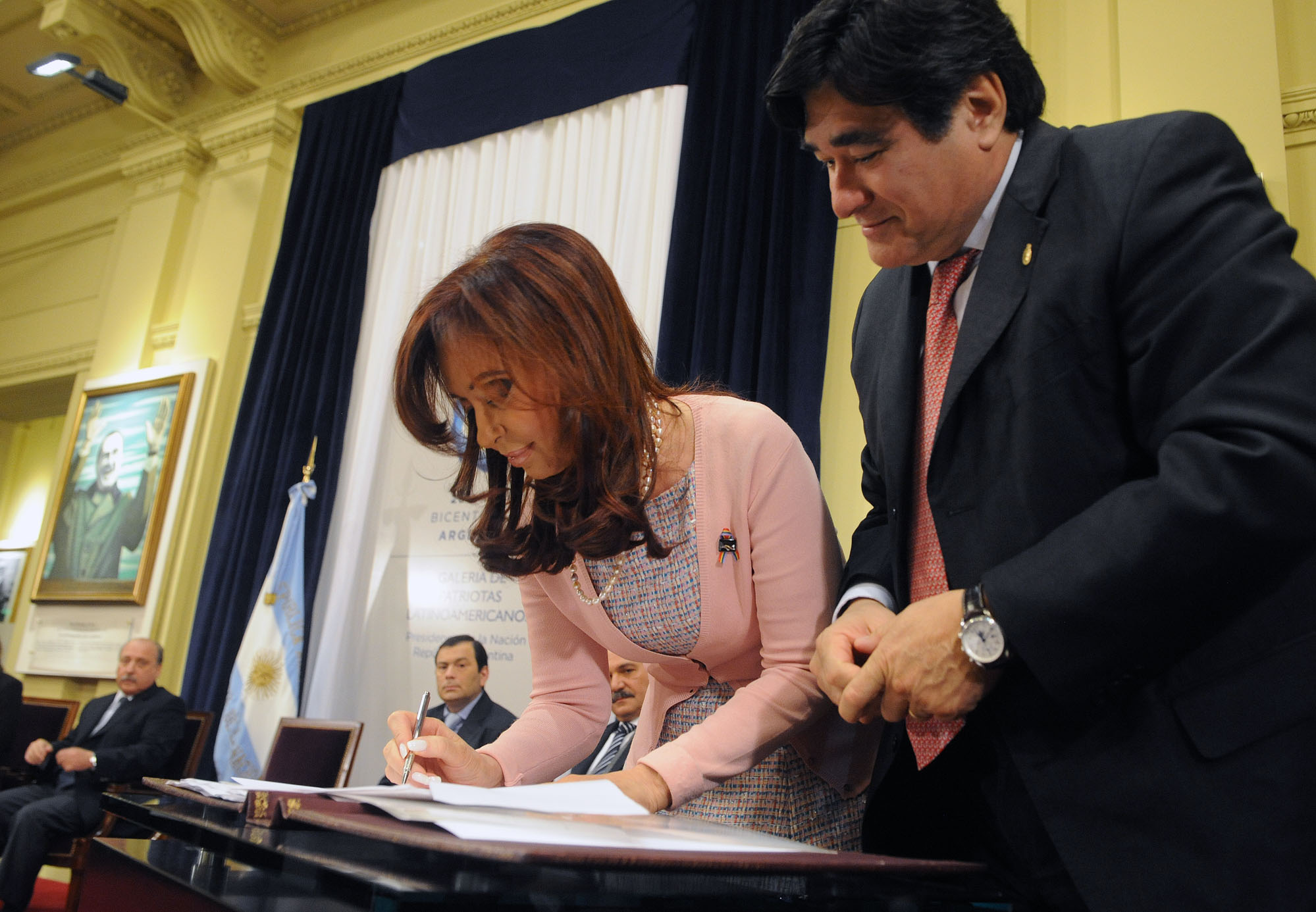
La entonces Presidenta Cristina Fernández promulgando la ley del matrimonio igualitario.

El 5 de mayo de 2010, la Cámara de Diputados aprobó un proyecto de ley modificatorio del Código Civil que permite el matrimonio entre personas del mismo sexo por 126 votos a favor frente a 110 en contra y seis abstenciones.
En la madrugada del 15 de julio de 2010 el Senado aprobó el dictamen de modificación de la Ley Civil de Matrimonio, permitiendo el matrimonio entre personas del mismo sexo, tal cual había sido sancionado en la cámara baja.

#### Unión convivencial
En 2015, tras la entrada en vigencia del nuevo Código Civil y Comercial, se reconoce una nueva figura legal para inscribir parejas de hecho.
La "Unión Convivencial", se entiende como la “unión basada en relaciones afectivas de carácter singular, pública, notoria, estable y permanente de dos personas que conviven y comparten un proyecto de vida común, sean del mismo o de diferente sexo y deben mantener la convivencia durante un período no inferior a dos años”.
El registro de las parejas de hecho que conviven, generará derechos y obligaciones. Debe ser solicitada por ambos integrantes de la pareja y cumplir con algunos requisitos específicos. El cese de la unión convivencial podrá realizarse a pedido de uno solo o de ambos miembros de la pareja que se separa. Si cesa la convivencia, cesan de pleno derecho los pactos suscriptos.
Las relaciones patrimoniales entre los convivientes se rigen por lo acordado en los pactos de convivencia. A falta de estos, cada integrante de la unión ejerce libremente las facultades de administración y disposición de los bienes de su titularidad, con la restricción regulada para la protección de la vivienda familiar y de los muebles indispensables que se encuentren en ella.

### Ley de reproducción asistida
La Ley 26.862 de Reproducción Médicamente Asistida también conocida como o "Ley Nacional de Fertilización Asistida", fue sancionada por el Senado y la Cámara de Diputados de la Nación Argentina reunidos en Congreso el 5 de junio de 2013, y promulgada el 25 de junio del mismo año, mediante la cual se permiten y regulan las más variadas posibilidades de fecundación e implantación. Dicha ley incluye a las mujeres solteras y familias homoparentales, demandas impulsadas por la FALGBT.

### Leyes contra la discriminación
A nivel federal en Argentina no existe una ley que prohíba en general toda forma de discriminación basada en la orientación sexual y la identidad de género. La Ley Antidiscriminación, promulgada en 1988, no incluye como categorías protegidas la orientación sexual o la identidad de género.
A nivel regional, en 1998 se sancionó la Declaración Sociolaboral del Mercosur que establece en su primer artículo el principio de no discriminación, incluyendo entre las causas prohibidas de discriminación aquella que fuera por "sexo u orientación sexual". En la nueva Declaración Sociolaboral del Mercosur sancionada en 2015 la norma antidiscriminatoria quedó establecida en el artículo 4, agregando también la no discriminación por "identidad de género".
A nivel provincial y local, algunas jurisdicciones sancionaron normas para proteger a personas LGBTI de algún tipo de discriminación. En la Ciudad de Buenos Aires, la Constitución sancionada en 1996 prohibió en su artículo 11 la discriminación por orientación sexual, primer norma de este tipo de Sudamérica. En la Ciudad de Rosario la Ordenanza N° 6321 sancionada el 19 de diciembre de 1996, prohíbe la discriminación basada en la orientación sexual. En 2015, la Ciudad Autónoma de Buenos Aires promulgó una ley general contra la discriminación que prohíbe la discriminación basada en la orientación sexual y la identidad de género y/o su expresión.
El artículo 34(o) y 35(j) del Decreto 214/2006, aplicable solo a los empleados de la Administración Pública Nacional, prohíbe la discriminación basada en la “orientación o preferencia sexual”.
Desde 2009, la Ley 26.529 sobre "Derechos del Paciente en su Relación con los Profesionales e Instituciones de la Salud" en su artículo 2, reconoce el derecho a ser asistido por los profesionales de la salud, sin menoscabo y distinción alguna basada en la orientación sexual.
El 13 de agosto de 2010, la Cámara de Diputados aprobó la enmienda a la ley contra la discriminación que prohíbe la discriminación basada en la orientación sexual y la identidad de género, pero no fue votado por el Senado.

#### Donación de sangre
En 2015, la Resolución n.º 1507/2015 del Ministerio de Salud levantó la prohibición para donar sangre según la orientación sexual de la persona.

#### Organismos específicos
Existen dos organismos el Instituto Nacional contra la Discriminación, la Xenofobia y el Racismo (INADI) es un organismo nacional del Estado Argentino que tiene como fin combatir la discriminación en todas sus formas, fue creado el 5 de julio de 1995, durante la presidencia de Carlos Menem. Este organismo ha impulsado entre otras leyes la Ley de Matrimonio Igualitario, brinda apoyo y asesoría legal a la comunidad homosexual.
En 2014 el Ministerio de Desarrollo Social creó la Coordinación Nacional de Diversidad Sexual con el fin de impulsar políticas públicas que profundicen estos logros. Su objetivo es promover y garantizar los derechos de las poblaciones LGBTI.

### Ley contra crímenes de odio
La Ley 26.791, promulgada en diciembre de 2012, modificó el Código Penal añadiendo la pena de prisión perpetua a delitos de odio motivados por la orientación sexual y la identidad de género o su expresión.
El artículo 80, inciso 4, del Código Penal basado en "Delitos contra las personas", establece:

Artículo 80. Se impondrá reclusión perpetua o prisión perpetua, pudiendo aplicarse lo dispuesto en el artículo 52, al que matare: (...)
Por placer, codicia, odio racial, religioso, de género o a la orientación sexual, identidad de género o su expresión.

### Fuerzas Armadas
El 26 de agosto de 2008, el Congreso Nacional la Ley 26.394 derogando el Código de Justicia Militar y eliminando el delito de homosexualidad que regía en el ámbito militar.
En 2011 la ministra de seguridad Nilda Garré incluyó dentro de las Fuerzas Armadas políticas de género que posibilitaron la aceptación de oficiales travestis, transexuales y transgénero en las fuerzas de seguridad. Mediante el dictamen 1.181/11, Garré instruyó a las fuerzas policiales y de seguridad federales a respetar la identidad de género, tanto de los agentes como de los detenidos y de cualquier ciudadano que realice un trámite en sus dependencias, brindando un trato acorde a la identidad auto percibida.

### Trans/travesti
En 1997 se creó la Asociación de Lucha por la Identidad Travesti-Transexual para defender los derechos de las personas transgénero. Una de sus primeras victorias llegó fue 2006 cuando la Corte Suprema revocó el fallo de un tribunal de primera instancia que había declarado que las personas transgénero no tenían derecho legal a organizarse y luchar por sus derechos.
En 2007, la Corte Suprema dictaminó que una joven de 17 años de edad, tenía el derecho legal de realizarse una cirugía de reasignación de sexo y que sus documentos legales reflejaran su identidad de género.
En 2008 la transexual marplatense Tania Luna fue noticia a nivel mundial cuando obtiene sentencia favorable de la justicia Marplatense convirtiéndose en la primera mujer trans a quien la justicia otorgó un DNI femenino sin cirugía para adecuar sus genitales, siendo un hecho histórico en Latinoamérica y el Caribe, dando visibilidad e inspirando al proyecto de ley de identidad de género aprobada cuatro años después.
En 2009, Marcela Romero tuvo el reconocimiento derecho legal a tener su identidad cambiado, y se le dio un título honorífico por el gobierno. Fue galardonada por la Cámara de Diputados como mujer destacada del año. Romero es una de las principales defensoras de los derechos humanos de las personas transgénero en Argentina.
En 2012, los senadores aprobaron por unanimidad la ley de identidad de género. La ley otorga a los adultos la posibilidad de acceder a la cirugía de reasignación de sexo y la terapia hormonal como parte de sus planes de salud públicos o privados. La ley también permite cambios en el género, imagen o nombre de nacimiento en el registro civil sin la aprobación de un médico o un juez. En 2013, una niña de seis años llamada Luana, quien fue designada masculino al nacer, se convirtió en la primera niña transgénero en Argentina en cambiar su nombre oficialmente en sus documentos de identidad. Es la única ley de identidad de género del mundo que, conforme las tendencias en la materia, no patologiza la condición trans, y considerada una de las más progresistas del mundo.

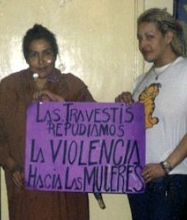
Las activistas en Lohana Berkins y María Belén Correa en 1998.

En 2015 la presidenta Cristina Fernández Kirchner y el ministro de Salud, Daniel Gollán, firmaron el decreto 903/2015 de la ley 26.743 de Identidad de Género en el que se establece que podrán acceder a "intervenciones quirúrgicas totales y parciales y/o tratamientos integrales hormonales, todas las personas mayores de edad sin requerir autorización judicial o administrativa" quedando incorporados los tratamientos a cargo de las obras sociales. Las operaciones y tratamientos hormonales integrales de adecuación del cuerpo se incluirán en los sistemas públicos y privados de salud, siendo parte del Plan Médico Obligatorio.
En el 2016 se inicia la reglamentación de la Ley Diana Sacayán Nro. 14783/2015 de Cupo Laboral del 1 % en la Administración Pública Provincial para Personas Travestis, Transexuales y Transgéneros luego de una histórica lucha de las organizaciones del Movimiento Antidiscriminatorio de Liberación.
El 4 de septiembre del 2020 a través del decreto 721/2020, el presidente de la Nación, Alberto Fernández, estableció el Cupo Laboral Travesti Trans en el sector público, que garantiza un mínimo del 1 % de la totalidad de cargos y contratos para personas travestis, transexuales y transgénero, en un hecho histórico que busca reparar una desigualdad estructural que existe en la sociedad respecto a la población travesti trans.
El 15 de septiembre del 2020 La presidenta del Senado, Cristina Fernández de Kirchner, estableció el cupo laboral travesti-trans para el personal de la Cámara alta. la resolución que indica que la nómina del personal del Senado deberá "ser ocupada en una proporción no inferior al uno por ciento (1 %) de la totalidad de la misma por personas travestis, transexuales y transgénero que reúnan las condiciones de idoneidad para el cargo”.
El 10 de diciembre del 2020 la cámara de diputados y diputadas de la provincia de Santa Cruz aprobó la ley integral trans, siendo la primera provincia del país en aprobarla.

### Género no binario

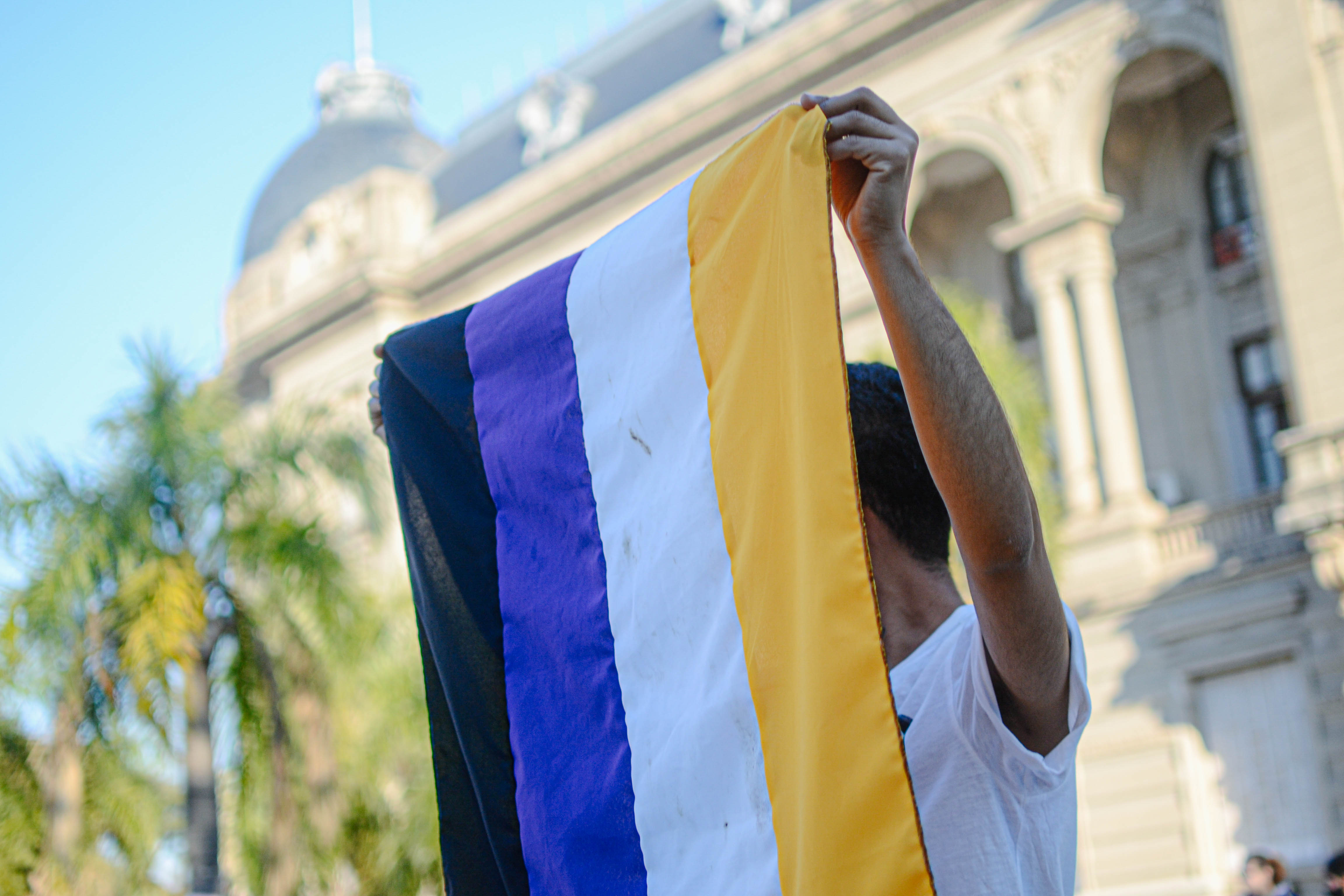
Joven con la bandera no binaria en el banderazo trans en la provincia de Santa Fe, realizado en 2021 en reclamo de la aparición de Tehuel de la Torre

El 21 de julio de 2021 bajo el decreto presidencial N°476/21 (que amplia la Ley de identidad de género) de Alberto Fernández; Argentina se convierte en el primer país de América Latina en reconocer la identidad no binaria en el Documento Nacional de Identidad y Pasaporte argentino para aquellas personas que no se perciban ni de género masculino (M) ni femenino (F), pudiendo optar por la opción o categoría "X".
El 31 de enero de 2023, el titular del Instituto Nacional de Estadística y Censos, Marco Lavagna difundió los resultados preliminares del censo argentino de 2022 en donde detallaba que al menos 8293 personas censadas se identificaban como no binarias, representando el 0,02 % de la población. Este fue un dato incorporado por primera vez en la historia de los censos nacionales de Argentina.

### Gobierno de Milei: rechazo de la diversidad de identidades sexuales
El gobierno de Javier Milei, iniciado en diciembre de 2023, a través de su ministro de Justicia Mariano Cúneo-Libarona, presentó una política de "rechazo de la diversidad de identidades sexuales que no se alinean con la biología”, con el objetivo de volver a los valores tradicionales de familia, según los textos bíblicos y musulmanes, la "naturaleza del ser humano" y la Constitución.
Milei degradó el Ministerio de Mujeres, Géneros y Diversidad al rango de subsecretaría, prohibió el uso del lenguaje inclusivo en la administración pública, cerró el Instituto Nacional contra la Discriminación, la Xenofobia y el Racismo (INADI), eliminó la resolución que exigía paridad de género en empresas y asociaciones civiles y canceló programas de capacitación con perspectiva de género.

## BDSM y kink
El BDSM y las sexualidades kink en Argentina tienen un considerable desarrollo, con comunidades organizadas y encuentros sociales desde la década de 1990, y antecedentes que se remontan al menos a la década de 1960. El país es sede de la red social Mazmo o Mazmorra, la más importante en el BDSM de habla hispana, y la comunidad formada en su derredor, con núcleos activos en Buenos Aires, Rosario y Córdoba, principalmente, que dan vida a encuentros virtuales y físicos, foros temáticos de información y debate online, talleres, intercambios de imágenes privadas, chats, encuentros mensuales con prácticas BDSM denominadas «eventos», reuniones en bares llamados «alters office o simplemente alters» y picnics en plazas públicas, en las que participan personas de todos los géneros y orientaciones sexuales. Desde inicios de la década de 2010, el crecimiento de la comunidad BDSM en Argentina ha sido exponencial. En 2014 se organizó en Buenos Aires la primera Convención Latinoamericana de BDSM.

## Opinión pública
Según un estudio del año 2013 publicado por el Pew Research Center, en Argentina un 74 % estuvo de acuerdo con la opción «La homosexualidad debe ser aceptada por la sociedad», mientras que un 21 % estuvo en desacuerdo. El estudio además revela que en el país son los jóvenes quienes muestran un nivel mayor de aceptación, con el 81 %. Le siguen los adultos entre 30 y 49 años, con el 78 %, y luego los mayores de 50 años, con un nivel de aceptación del 62 %.
En 2016, una encuesta mundial realizada por Internet a pedido de la Asociación Internacional de Gays y Lesbianas (ILGA) que incluyó a Argentina, reveló que ante la pregunta «¿Conoce usted personalmente a alguien que se siente atraído por personas del mismo sexo o que se identifica como gay, lesbiana o bisexual?», un 65 % de los encuestados respondieron "Sí", el 25 % dijo "No", y un 10 % declaró no saber. Además, un 39 % de las personas argentinas encuestadas declaró conocer personalmente a alguien que se identifica como transgénero, mientras que un 44 % reconoció no conocer personalmente a alguien que no se identifica con su sexo asignado al nacer.